# Саблин, Алексей Николаевич
Алексе́й Никола́евич Са́блин (1756—1834) — вице-адмирал, сенатор, действительный тайный советник.

## Биография
Родился 8 марта 1756 года. Сестра — Авдотья Николаевна Саблина, была замужем за Николаем Дмитриевичем Бутаковым.
Образование получил в Морском кадетском корпусе, из которого выпущен 30 августа 1775 года мичманом и с того времени ежегодно плавал на разных судах. Принимал участие в русско-шведской войне 1788—1790 годов. В 1788 году он участвовал в Гогландском сражении, 1789 году — в Эландском, а затем, состоя на флагманском корабле «Ростислав» — в Ревельском и Выборгском сражениях.
В 1796 и 1797 годах он последовательно командовал кораблями «Саратов» и «Алексей» и после того назначен командиром над Ревельским портом. В 1801 году был произведён в капитаны генерал-майорского ранга, в 1805 году — в контр-адмиралы, в 1809 году — в вице-адмиралы, с назначением главным командиром Свеаборгского порта.
В мае 1817 года назначен сенатором в Московские департаменты, в 1831 году был переименован в действительные тайные советники, состоял почётным опекуном Московского опекунского совета.
Скончался 25 июля 1834 года в Москве, похоронен в Покровском соборе Новоспасского монастыря.

## Награды
- орден Св. Владимира 4-й ст. (06.07.1790)[2]
- орден Св. Анны 4-й ст. (10.07.1797)[3]
- орден Св. Георгия 4-й степени (26.11.1802; № 1391 по кавалерскому списку Григоровича — Степанова)
- орден Св. Анны 1-й ст (11.01.1811)
- орден Св. Александра Невского (06.12.1827)
- Знак отличия беспорочной службы L лет (22.08.1828)
- Знак отличия беспорочной службы LV лет (22.08.1832)

## Семья
Жена — Анна Ивановна Вилламова (1775—1840), дочь немецкого поэта Иоганна Готлиба Вилламова, сестра статс-секретаря императрицы Марии Фёдоровны Григория Вилламова и  писательницы Елизаветы Ланской.